# Raitmeister
Raitmeister bedeutet wörtlich Rechenmeister. Der Begriff wurde verschiedenartig verwendet.

## Raitmeister als Rechnungsbeamter
Ein Raitmeister war ein Beamter einer Raitbehörde (Raitkollegium oder Raitrat) oder Hofkammer.
Ein Raitherr wurde dagegen von den Landständen bestellt.

## Raitmeister als Eisenhändler
Raitmeister war im Siegerland die Bezeichnung für einen Händler von Eisen und Eisenerzeugnissen, später betrieben sie auch Eisenwerke (Hütten).
Als Händler kauften die Raitmeister von den Grubenbesitzern das Eisenerz und verkauften es ihrerseits an die „Massenbläsern“, die den Eisenstein verhütteten und in große „Massas“ (große, ungeformte Klumpen) gossen, die als Roheisen anschließend in den Schmieden weiterverarbeitet wurden. Auch dieser Weiterverkauf von den Massenbläsern zu den Schmieden oblag den Raitmeistern, die oftmals selber Hammer- oder Hüttenbesitzer waren. Alternativ dazu konnten sie im Verlagssystem das Roheisen von sogenannten Lohnschmieden weiterverarbeiten lassen. Darüber hinaus war der weitaus größte Teil der Raitmeister als Händler unterwegs und boten schließlich die fertigen Produkte auf entsprechende Märkte und Messen an. 
Mit Beginn des 15. Jahrhunderts haben sich die Siegerländer Raitmeister zusammen mit den Massenbläsern und den Schmieden zunftmäßig organisiert.
Das Pendant zum Raitmeister in anderen Regionen Deutschlands waren die Reidemeister (Reidmeister, Reidtmeister) im Märkischen Sauerland und in der Eifel sowie die Radmeister in der Steiermark, wie die Besitzer der dortigen Radwerken bezeichnet wurden. Ein Radwerk war ein Stückofen, in welchem die Luft durch mit Wasserrädern betrieben Blasbälgen eingeblasen wurde.